# Maria Udrea
Maria Ruxandra Udrea (Bucarest, 23 novembre 1990) è una schermitrice rumena, specializzata nella spada.

## Biografia

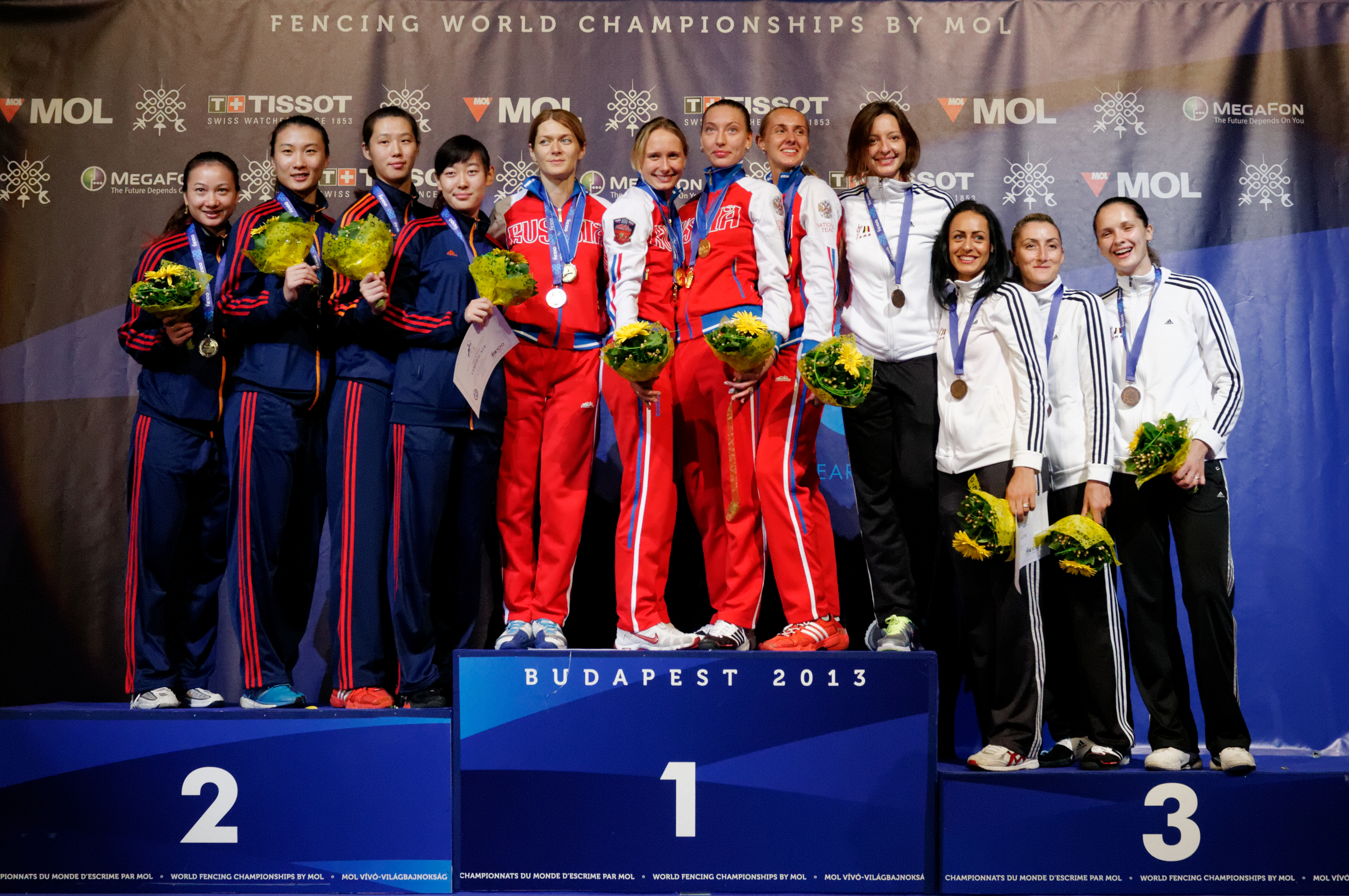
Il podio della spada a squadre ai mondiali di Budapest 2013.

Ha vinto la medaglia di bronzo ai campionati europei di Zagabria 2013, nel torneo della spada a squadre, gareggiando con le connazionali Ana Maria Brânză, Simona Pop e Amalia Tătăran.
Al campionato mondiale di Budapest 2013 ha ottenuto la medaglia di bronzo nel concorso della spada a squadre.
L'anno successivo agli europei di Strasburgo 2014, si è laureata campionessa europea, vincendo il torneo della spada a squadre con le compagne Ana Maria Brânză, Simona Pop e Simona Gherman.

## Palmarès
- Mondiali

Budapest 2015: bronzo nella spada a squadre
- Europei

Zagabria 2013:  bronzo nella spada a squadre
Strasburgo 2014:  oro nella spada a squadre